# Calliano, Piemonte
Calliano är en ort och kommun i provinsen Asti i regionen Piemonte i Italien. Kommunen hade 1 278 invånare (2018).